# Anciens Ateliers Van De Kerckhove
Anciens Ateliers Van den Kerchove was een Gents metaalconstructiebedrijf dat onder meer gespecialiseerd was in stoommachines.
E. Van den Kerchove baatte in 1835 een "mecaniekmakerij" uit in Twaalfkameren in Gent.
Tegen 1839 werd het bedrijf overgebracht naar de Coupure, waar het stelselmatig groeide in het blok tussen Coupure Links, Raas van Gavere-, Heilig-Bloed- en Ekkergemstraat. In het laatste kwart van de 19de eeuw werd het een van de topbedrijven in de stoommachine bouw. Het gebruik (onder licentie) van de  Corliss-stoomverdeling was daar niet vreemd aan.
In 1875-76 bouwden ze de krachtigste Corliss-stoommachine ter wereld (2000 pk) voor de Gentse N.V. La Lys. Vanaf de 20ste eeuw was het bedrijf vooral bekend voor zijn kleinere Compoundmachines (de zogenaamde Semi-tandem stoommachines). In 1934 gebeurde een fusie met de firma Carels-S.E.M. en zou later opgaan in  ACEC.